# Tista Murk
Tista Murk, eigentlich Johann Baptista Murk, (* 15. April 1915 in Müstair; † 18. August 1992 in Trun) war ein Schweizer Schriftsteller, der vor allem in Vallader, aber auch in Jauer, Sursilvan, Rumantsch Grischun, Deutsch, Italienisch und Französisch schrieb und als einer der wichtigsten Dramatiker der rätoromanischen Literatur gilt.

## Leben und Wirken
Tista Murk besuchte die Schulen in Müstair, Disentis und Sarnen. Von 1935 bis 1942 studierte er in Freiburg im Üechtland, in Bern und Paris. Ab 1937 arbeitete er als Freier Mitarbeiter für das Eidgenössische Departement des Innern. 1938 gründete er die Münstertaler Zeitschrift Il giuven Jauer (Der junge Münstertaler).
1946 gründete er die rätoromanische Schriftstellervereinigung Union da Scripturas e Scripturs Rumantsch. Von 1946 bis 1958 war er Kantonsbibliothekar in Chur, und 1958 bis 1968 für die Rätoromanische Abteilung des Schweizer Fernsehens der deutschen und rätoromanischen Schweiz tätig. 1969 bis 1979 leitete er die Schweizerische Volksbibliothek.
Neben seiner Tätigkeit als Theaterschriftsteller war Murk als Lyriker, Übersetzer, Regisseur, Bibliothekar, Fernseh- und Radiomacher und Journalist tätig. Murk war mit Anna Mathilde Gafner verheiratet.
Nach Murk wurde die Haupthalle der neuen Bibliothek der Zürcher Hochschule für Angewandte Wissenschaften benannt.

## Auszeichnungen
- 1967: Prix Charles Veillon
- 1986: Preis der Radio e Televisiun Rumantscha
- Anerkennungspreis des Kantons Graubünden
- Anerkennungspreis der Schillerstiftung

## Werke
- Il chavrerin. Erzählung. Chasa paterna, Lavin 1943.
- Spinai. Erzählung. Chasa paterna, Lavin 1944.
- Prüms prüis. Gedichte. Ediziun dal Giuven Bauer, Müstair 1945.
- Chalavaina. 1499–1949. Patriotisches Drama in drei Akten. Lia Rumantscha, Chur 1949.
- La mort dal poet. Drama in drei Akten. La Scena, Chur 1950.
- Duos teaterets. Chara lingua da la mamma / Versiun da «Huldigung der Künste» da Schiller: Chi bler voul pac piglia. Selbstverlag, Chur 1956.
- Il s-chazi. Selbstverlag, Chur 1956.
- La tuor. Drama in fünf Akten. La Scena, Chur 1958.
- Il triarch. Spiel in drei Akten, anlässlich des 25-jährigen Jubiläums von Quarta Lingua. Selbstverlag, Chur 1962.
- La prova. Festspiel zur Erinnerung an die 200-jährige Befreiung des Münstertals 1762–1962. Selbstverlag, Chur 1962.
- Das Dreibogenspiel. Spiel in 3 Akten. Selbstverlag, Chur 1964.
- Nos min. Geschichten und Legenden. Schweizerisches Jugendschriftenwerk, Zürich 1973.
- L’hom da Tramèn. Kleines Theaterstück für Schüler in zwei Akten. Eingerichtet von Jon Ruinatscha. Selbstverlag, Ittigen 1973.
- Il triarch. Drama. La Scena, Chur 1980.
- Theater der Rätoromanen. Theaterkultur-Verlag, Willisau 1987.
- Il chastè dals giats. Text für eine kleine Oper. Lia Rumantscha, Chur 1988.
- Il treis vents, ni: Il mat e la diala. Ein Märchen in Theaterform in acht Bildern. Lia Rumantscha, Chur 1988.
- Tredischin. Ein Märchen in Theaterform. Lieder und Tänze von Carli Scherrer. Lia Rumantscha, Chur 1988.
- Cronica d’üna famiglia, ün toc istorgia locala. Erinnerungen und Gesammeltes von Tista Murk. Verlag Spinai, Trun 1990.
- La Raieta. Libretto einer rätischen Oper zum 2000jährigen Jubiläum des Romanentums. Verlag Spinai, Trun 1991.
- Poesias. Mit Erklärungen und Bemerkungen des Autors. Zusammengestellt von Guiu Sobiela-Caanitz, überarbeitet von Gion Gaudenz, begleitet von Bildern des Künstlers Dea Murk. Verlag der Uniun dals Grischs, Celerina 1998.
- Spinai. Romanisch/deutsch. Selbstverlag, Basel 2015. ISBN 978-3-033-04970-3.